# Bengt Ericson
Bengt Bernhard Ericson, född 5 februari 1920 i Ånimskogs församling i Älvsborgs län, död 3 augusti 1998 i Hägerstads församling i Östergötlands län, var en svensk konstnär.
Bengt Ericson utbildade sig vid Konsthögskolan Valand och Konstakademien. Han blev målare, skulptör, tecknare och grafiker och gjorde abstrakta naturskildringar. Han utförde offentlig utsmyckning för Sparbanken i Trollhättan och finns representerad vid museum i Linköping, Borås, Skara, Norrköpings konstmuseum  och Vänersborgs museum.
Ericson var son till bergsingenjören Bernhard Ericson och Kerstin, ogift Matson. Han var 1950–1957 gift med konstnären Ellinor Taube (1930–1998)  och från 1957 sambo med konstnären Lolo Holmquist (1920–2004). Han är far till Maria Taube, intendent vid Moderna museet, som tagit upp sin mors efternamn.